# Communauté de communes de Loir et Sarthe
Die Communauté de communes de Loir et Sarthe ist ein ehemaliger französischer Gemeindeverband mit der Rechtsform einer Communauté de communes im Département Maine-et-Loire in der Region Pays de la Loire. Sie wurde am 26. Dezember 1994 gegründet und umfasste vier Gemeinden. Der Verwaltungssitz befand sich im Ort Tiercé.

## Historische Entwicklung
Mit Wirkung vom 1. Januar 2017 fusionierte der Gemeindeverband mit
- Communauté de communes du Loir sowie
- Communauté de communes les Portes de l’Anjou

und bildete so die Nachfolgeorganisation Communauté de communes Anjou Loir et Sarthe.

## Ehemalige Mitgliedsgemeinden
1. Baracé
2. Cheffes
3. Étriché
4. Tiercé